# أونور دميرطاش
أونور دميرطاش (بالتركية: Onur Demirtaş)‏ هو لاعب كرة قدم تركي في مركز الوسط، ولد في 30 يناير 1982 في أنقرة في تركيا. لعب مع أضنة دمير سبور وأضنة سبور ونادي تورك تليكوم وهاتاي سبور.

## وصلات خارجية
- أونور دميرطاش على موقع اتحاد تركيا (لاعب) (الإنجليزية)
- أونور دميرطاش على موقع قاعدة بيانات كرة القدم.إي يو (الإنجليزية)